# Boutégol
Boutégol est un village du Sénégal situé en Basse-Casamance. Il fait partie de la communauté rurale de Mangagoulack, dans l'arrondissement de Tendouck, le département de Bignona et la région de Ziguinchor.
Lors du dernier recensement (2002), le village comptait 789 habitants et 110 ménages. En 2018, on estime que ces données ont presque doublé, à la suite d'un recensement effectué par le Rassemblement des associations de Boutégol (RAB). Comme tous les villages du pays, Boutégol est dirigé par un chef représentant l'autorité administrative et coutumière. Ce dernier, relevant de la famille Sambou du quartier Ewonga, n'est pas élu, mais désigné par un comité des sages du village. Depuis plus de dix ans, Monsieur Macky SAMBOU, occupe cette fonction, à la grande satisfaction de la majorité des Boutégolois.

## Informations mineures

### Climat
Le climat de ce village est un climat de savane possédant un hiver sec. Les mois de juillet, août et septembre voient notamment de nombreuses précipitations. La température moyenne y est de 26,9°C et les précipitations sont d'environ 1150mm.